# Freches
Freches is een plaats (freguesia) in de Portugese gemeente Trancoso en telt 551 inwoners (2001).